# Підопригора Зінаїда Андріївна
Зінаїда Андріївна Підопригора (3 травня 1924, село Дергачі, Харківська губернія, Українська РСР, СРСР — 18 жовтня 1986, Харків, Українська РСР, СРСР) — радянська українська вчена-правознавець, спеціалістка в області цивільного права. Доктор юридичних наук (1972), професор (1976). Працювала на кафедрі цивільного права Харківського юридичного інституту, де з 1973 року обіймала посаду професора.

## Життєпис
Зінаїда Підопригора народилася 3 травня 1924 року в селі Дергачі Харківської губернії. Вищу освіту здобула в Харківському юридичному інституті, який закінчила в 1947 році. Після закінчення вишу вона вступила до аспірантури у той же навчальний заклад на кафедру цивільного права.
У 1950 році закінчила аспірантуру і під науковим керівництвом професора Савелія Фукса у рідному виші успішно захистила дисертацію на здобуття наукового ступеня кандидата юридичних наук за темою «Правові форми організації та оплати праці в колгоспах» (рос. Правовые формы организации и оплаты труда в колхозах). Після цього почала працювати в цьому ж виші на кафедрі цивільного права, де спочатку обіймала посаду асистента, а потім доцента. У 1963 році їй було присвоєно вчене звання доцента.
За різними даними, в 1971 або 1972 році в Харківському юридичному інституті захистила дисертацію на здобуття наукового ступеня доктора юридичних наук за темою «Цивільноправові проблеми міжколгоспного співробітництва в період будівництва комунізму в СРСР» (рос. Гражданско-правовые проблемы межколхозного сотрудничества в период строительства коммунизма в СССР; офіційні опоненти — доктори юридичних наук, професори О. А. Красавчиков, В. А. Тархов і В. З. Янчук). У 1972 році їй було присуджено відповідний науковий ступінь. Починаючи з 1973 року обіймала посаду професора, а в 1976 році їй було присвоєно це вчене звання.
Підопригора займалася дослідженням ряду питань приватного права: правозастосування житлового законодавства, сімейне право, міжколгоспні та міжгосподарські підприємства та об'єднання та їх правове становище. Одночасно з науковою роботою вона займалася підготовкою вчених-правознавців — була науковим керівником для чотирьох кандидатів юридичних наук — В. В. Богдана, М. В. Домашенко, І. В. Жилінкової і Л. А. Кузьмічової.
Зінаїда Андріївна померла 18 жовтня 1986 року в Харкові.